# Ginko VéloCité
Pour les articles homonymes, voir Vélocité.
Ginko VéloCité est un système de vélos en libre-service de la ville de Besançon, mis en place depuis le 25 septembre 2007 par la mairie de Besançon. Il est géré sous forme de délégation de service public par le groupe Keolis Besançon Mobilités depuis 2025.

## Fonctionnement
200 vélos sont mis à la disposition du public dans 32 stations.
Il existe deux types d'abonnement :
- l'abonnement courte durée
- l'abonnement longue durée

L'abonnement courte durée est valable un jour et coûte 1 euro et l'abonnement pour 7 jours coûte 2 euros. La première demi-heure d'utilisation est gratuite. Au-delà, 1 euro par heure d'utilisation est facturé avec un maximum de 4 euros pour 24 heures.
L'abonnement longue durée est valable un an et coûte 17 euros, soit 15 euros d'abonnement et 2 euros de crédit d'utilisation. La première demi-heure d'utilisation est gratuite. Au-delà, 1 euro par heure d'utilisation est facturé avec un maximum de 4 euros pour 24 heures.
Il existe deux types de stations : des stations où l'on peut simplement retirer et déposer un vélo et des stations où il est également possible de prendre un abonnement courte durée avec sa carte bancaire. Les 30 stations se concentrent essentiellement en cœur de ville, dans le secteur de la Boucle.
Ce système de vélos en libre-service est disponible 24h/24 et 7j/7.
Une application mobile « VéloCité officiel » est lancée le 16 mai 2023 par JCDecaux et Grand Besançon Métropole. Elle permet, entre autres, de réserver un vélo, d'en libérer un sans passer par la borne, de consulter sur la cartographie en temps réel la disponibilité des VéloCitéet des places à chaque station, de recevoir une notification de fin de trajet et évaluer son VéloCité pour informer les autres clients ainsi que les équipes VéloCité ou encore de profiter d'un programme de fidélité.

### Tarifs en 2025
À la suite de la reprise de la gestion par Keolis, deux formules sont proposées pour les abonnés Ginko :
Une formule « Essentiel », à 24 € par an, pour les cyclistes du quotidien utilisant principalement les vélos classiques. Les trente premières minutes sont gratuites avec les vélos mécaniques, puis chaque demi-heure supplémentaire coûte cinquante centimes. Pour les vélos à assistance électrique, la première demi-heure est facturée un euro, puis cinquante centimes par demi-heure supplémentaire.
Une formule « Confort », à 48 € par an, conçue pour un usage régulier du vélo électrique. Elle permet un nombre illimité de trajets, avec 30 minutes gratuites par trajet, que ce soit avec un vélo mécanique ou électrique. Au-delà, le tarif reste à 0,50 € par demi-heure.
Des tickets à la carte (1 trajet, 24h, 72h) sont aussi disponibles pour un usage ponctuel. L’achat se fait via l’application Ginko VéloCité, le site internet velocite.ginko.voyage , ou directement sur les stations équipées de totems bancaires.

## Fréquentation
260 000 km ont été parcourus et 230 000 locations effectuées au cours de la première année. En 2009, le service a enregistré un total de 438 712 locations depuis son lancement et compte plus de 1400 abonnés annuels. Le millionième trajet est effectué en avril 2013.
En 2022, 144 000 locations sont enregistrées et 167 621 en 2023. En 2024, 240 688 locations sont recensées et 2 800 personnes sont abonnées au service.

## Évolution
Le service est géré sous forme de délégation de service public par le groupe industriel JCDecaux à sa création en 2007.
En avril 2015, 3 stations sont redéployées pour desservir le quartier des Chaprais. Une quatrième station est redéployée dans le sud du centre-ville au plus près des commerces et des hôtels.
Dans le cadre du renouvellement de l'exploitation du réseau des transports en commun de Besançon en 2024, Keolis Besançon Mobilités devient l'exploitant du réseau, rebaptisé « Ginko Vélocité ». La société s'appuiera sur JCDecaux en tant que sous-traitant.
La flotte des 200 vélos est renouvelée en mai 2025, remplacée par 100 vélos mécaniques classiques « reconditionnés » et 100 vélos à assistance électrique neufs.
Le réseau s'étend vers le campus de La Bouloie avec le déploiement de trois nouvelles stations (stade Léo-Lagrange, IUT et Crous).